# Spermophilus mexicanus
Spermophilus mexicanus е вид гризач от семейство Катерицови (Sciuridae). Видът не е застрашен от изчезване.

## Разпространение и местообитание
Разпространен е в Мексико (Агуаскалиентес, Гуанахуато, Дуранго, Идалго, Керетаро, Коауила де Сарагоса, Мексико, Нуево Леон, Пуебла, Сакатекас, Сан Луис Потоси, Тамаулипас, Тласкала, Халиско и Чиуауа) и САЩ (Ню Мексико и Тексас).
Обитава гористи местности, пустинни области, места с песъчлива почва, ливади, храсталаци, савани, крайбрежия и плажове.

## Описание
На дължина достигат до 19,3 cm, а теглото им е около 177,5 g.
Популацията на вида е стабилна.